# Bryum notarisii
Bryum notarisii là một loài rêu trong họ Bryaceae. Loài này được Mitt. mô tả khoa học đầu tiên năm 1864.